# エア・アラビアの就航都市

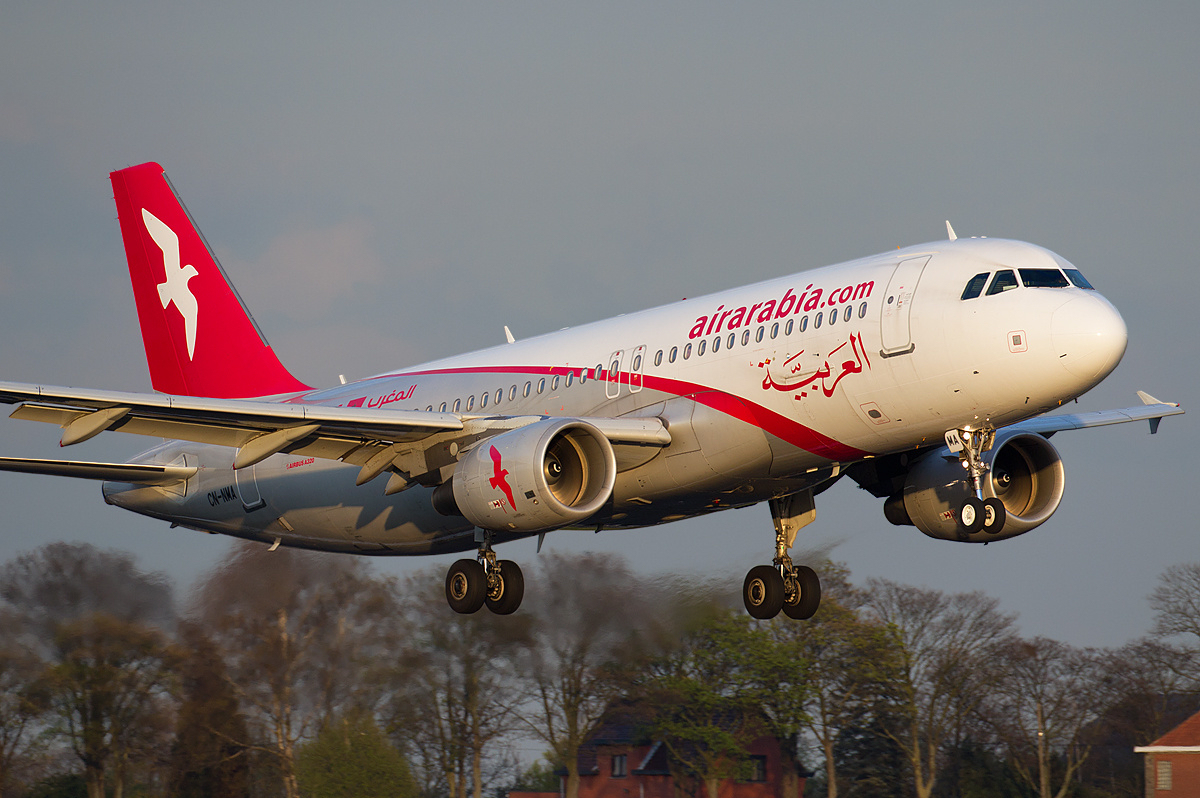
ブリュッセルに着陸進入するエア・アラビアのエアバスA320

エア・アラビアは2014年4月時点で以下の都市に就航している。なお、エア・アラビア・エジプト、エア・アラビア・モロッコによる運航の場合でも記載。
| [拠点] | 拠点     |
| ^      | 就航予定 |
| [T]    | 運航終了 |